# Jacopo Facciolati

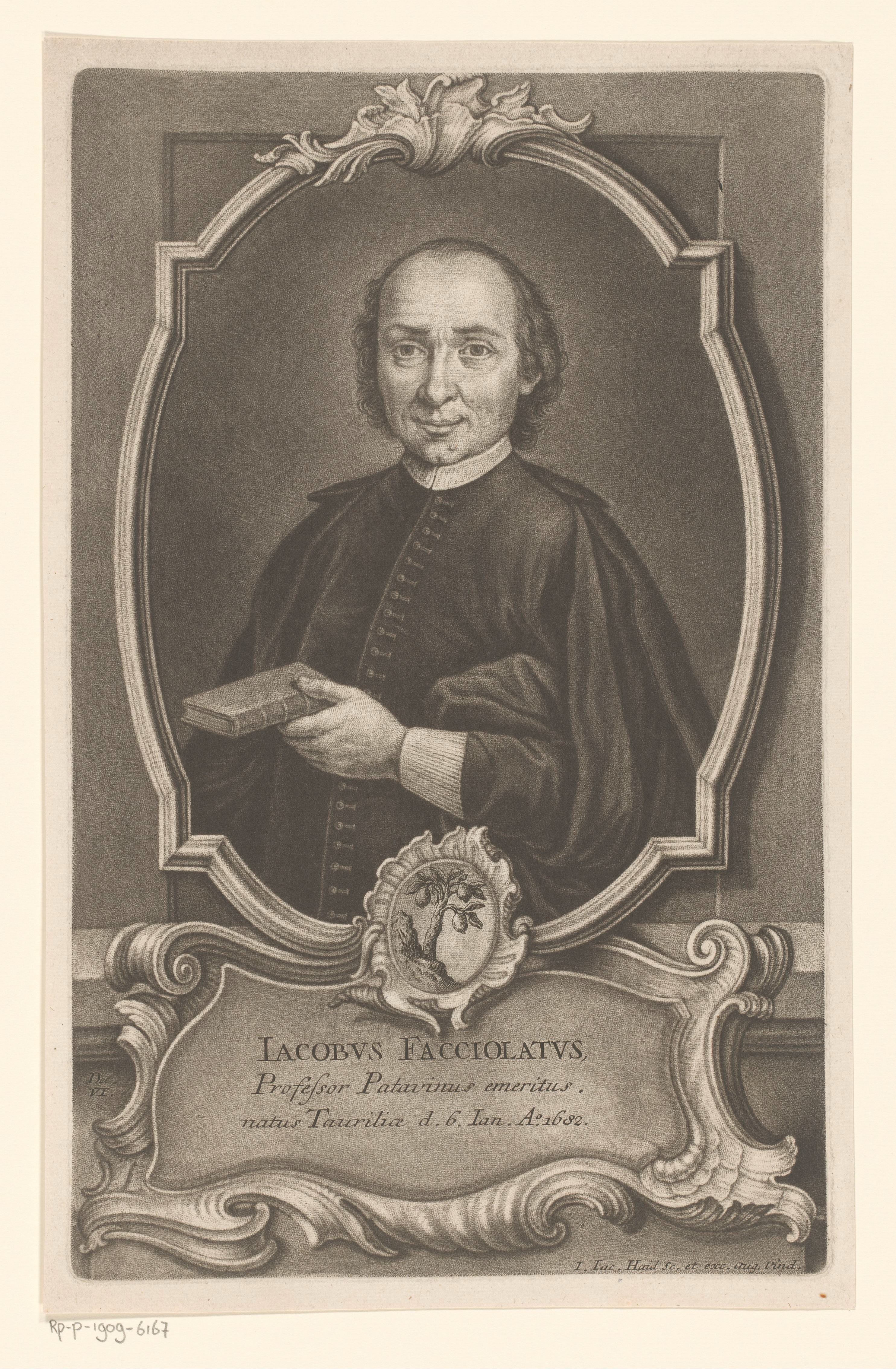
Jacopo Facciolati

Jacopo Facciolati, född den 4 januari 1682 i Torreglia, död den 26 augusti 1769 i Padua, var en italiensk lexikograf.
Facciolati, som vid sin död var professor i logik vid universitetet i Padua, var mycket verksam för återupplivandet av den klassiska litteraturens studium samt utgav i detta syfte, med biträde av Egidio Forcellini, en ny upplaga av Ambrogio Calepinos Lexicon septem linguarum (1718; 7:e upplagan 1723) och av Marius Nizolius Lexicon ciceronianum (1734). Han offentliggjorde dessutom tre samlingar latinska tal (1723–1767). Av hans korrespondens utgavs 1843 en volym under titeln Clarorum germanorum, hungarorum et cetera ad Facciolatum epistolae. Hans biografi skrevs av Giovanni Battista Ferrari (1799) och Giuseppe Gennari (1818).